# Телевидение в Латвии
Телевидение в Латвии начало постоянное вещание в 1954 году, хотя первая экспериментальная передача состоялась ещё в 1937 году. Ниже приведён список телевизионных каналов, которые транслируются только в Латвии или адаптированы специально для Латвии.

## Список телеканалов

### Национальное телевидение
| Логотип | Название | Язык вещания |
| ------- | -------- | ------------ |
|         | LTV1     | латышский    |
|         | LTV7     | латышский    |

 Национальные телеканалы

### Частное телевидение
| Логотип | Название                | Язык вещания |
| ------- | ----------------------- | ------------ |
|         | TV3 Латвия              | латышский    |
|         | TV3 Life                | латышский    |
|         | TV3 Mini                | латышский    |
|         | TV6 Латвия              | латышский    |
|         | STV Pirmā!              | латышский    |
|         | 3+ Латвия               | русский      |
|         | TV3 Sport               | латышский    |
|         | TV24                    | латышский    |
|         | TV4                     | латышский    |
|         | Латвийский шлягер-канал | латышский    |
|         | Музыкальное видео       | латышский    |

 Национальные телеканалы

### Местные или региональные телеканалы
- TV Kurzeme — только в окрестностях Лиепаи
- LRT — только в Латгалии
- Курземское телевидение — только в Вентспилсе
- ТВ Миллион — только в Даугавпилсе
- LRT+ — только в Даугавпилсе
- Валмиера ТВ — только в Валмиере
- Видземе ТВ — только в Видземе
- Телевидение средней Даугавы — только в Екабпилсе и Ливанах
- Телевидение Талси — только в Талсинском крае

### Бывшие каналы
| Логотип | Название                     | Язык вещания       |
| ------- | ---------------------------- | ------------------ |
|         | RBS TV                       | латышский          |
|         | NTV-5                        | латышский          |
|         | Picca TV                     | латышский          |
|         | TV Рига                      | латышский, русский |
|         | 31-й канал                   | латышский          |
|         | MTV Latvia                   | латышский          |
|         | Латвийский музыкальный канал | латышский          |
|         | LZK                          | латышский          |
|         | TV5 Латвия                   | русский            |
|         | LNT                          | латышский          |
|         | Kanāls 2                     | латышский          |
|         | PBK Latvija                  | латышский русский  |
|         | sportacentrs.com             | латышский          |
|         | PBK Igaunija                 | русский            |